# Josef Wagner (Politiker, 1874)
Josef Wagner (* 26. Oktober 1874 in Klingenbrunn bei Haag, Niederösterreich; † 19. November 1938 in St. Pölten) war ein österreichischer Politiker der Christlichsozialen Partei (CSP) und katholischer Priester.

## Ausbildung und Beruf
Nach dem Besuch der Volksschule besuchte er ein Gymnasium und studierte danach Theologie, unter anderem in Rom, wo er im Kolleg Santa Maria dell’ Anima lebte. Später war er Professor an der theologischen Lehranstalt in St. Pölten.

## Politische Funktionen
- Mitglied des Gemeinderates von St. Pölten

## Politische Mandate
- 4. März 1919 bis 9. November 1920: Mitglied der Konstituierenden Nationalversammlung, CSP
- 10. November 1920 bis 20. November 1923: Mitglied des Nationalrates (I. Gesetzgebungsperiode), CSP